# Конец Вечности (фильм)
«Конец Вечности» — советский двухсерийный фантастический фильм 1987 года, снятый по мотивам одноимённого романа Айзека Азимова.
Фильм стал последним в карьере кинорежиссёра Андрея Ермаша. Сменивший на посту Председателя Госкино СССР Филиппа Ермаша Александр Камшалов не был дружелюбно настроен к сыну своего предшественника. Ведущие советские кинематографические журналы («Искусство кино», «Советский экран» и «Спутник кинозрителя») не написали ни строчки о картине, хотя о «Лунной радуге» публиковали одни положительные рецензии.

## Сюжет
Секретная организация под названием «Вечность», которая существует вне времени, управляет всеми событиями земной истории. Представители «Вечности» могут попасть в любой век, начиная с 27-го, когда появилась «Вечность», с помощью Капсул Времени, движущихся в бесконечно продолжающихся Колодцах Времени. Воздействуя на ход истории, участники «Вечности» изменяют его так, как сами считают нужным, искореняя войны, обычаи, новые виды оружия, космические путешествия.
Новых членов «Вечность» вербует из обычных «времян», забирая их в детском возрасте. Новоприбывшим запрещено сохранять какую-либо связь с домом и с родным Столетием. Пройдя обучение, они становятся Вечными — Наблюдателями, Вычислителями, Социологами, Расчётчиками, Техниками. Так в «Вечности» появляется Эндрю Харлан, который после обучения работает Наблюдателем в 48-м столетии.
Молодого талантливого наблюдателя берёт к себе под начало председатель Совета Времени Старший Вычислитель Лабан Твиссел и делает его своим личным Техником — человеком, который выбирает способ изменения реальности, которую сочли нужным изменить Вычислители. Твиссел собирается поручить Эндрю ответственное задание, в ходе которого Харлан должен обучить ученика по фамилии Купер знаниям о Первобытной Истории (то есть об истории Земли до появления «Вечности»), которой Харлан увлечён с детства.
Ошибочно Техник Харлан знакомит Купера с устройством Капсул Времени, чего делать было категорически нельзя, за что в наказание назначается Наблюдателем в сектор Вечности 48-го столетия, в котором руководит его недоброжелатель — Вычислитель Финжи. Там Харлан знакомится с девушкой из 48-го столетия Нойс Ламбент, которая временно работает у Финжи секретаршей (это крайне удивляет Харлана, так как в Вечности женщин практически нет). Любовь «вечного» и «смертной» нарушает все планы Вычислителя Твиссела, который задумал замкнуть круг Времени — отправить ученика Купера в 24-й век, где он должен под именем великого учёного Виккора Маллансона (которого «Вечность» считает своим основателем) открыть темпоральное поле и создать первые устройства, позволяющие путешествовать во Времени. Эти аппараты позволят создать Вечность в 27 веке. План этот созрел у Твиссела благодаря тому, что он обнаружил в архивах Вечности так называемый «мемуар Маллансона», где тот описывает своё обучение в «Вечности» и отправку в реальность 24-го столетия, причём упоминает имена Твиссела и Харлана.
Когда Вычислитель Финжи решается на изменение реальности 48-го столетия, откуда родом Нойс, Харлан просит знакомого Социолога Воя провести расчёт, есть ли его возлюбленная в новой реальности. Узнав, что её там нет, техник прячет Нойс в Скрытых столетиях, расположенных после 1000-го, откуда нет выхода из секторов «Вечности» в Реальность. Когда изменение свершается, Харлан обнаруживает пропажу своего пропуска, и мчится в будущее, но Капсула Времени останавливается в 1000 столетии. Колодцы времени оказываются заблокированными.
Эндрю Харлан, Вечный до мозга костей, становится непримиримым врагом Вечности, готовым на всё, чтобы вернуть любимую девушку. Вплоть до уничтожения самой Вечности.

## В ролях
- Олег Вавилов — Эндрю Харлан
- Вера Сотникова — Нойс Ламбент
- Георгий Жжёнов — Старший Вычислитель Лабан Твиссел
- Сергей Юрский — Вычислитель Гобби Финжи
- Гедиминас Гирдвайнис — Купер
- Борис Иванов — Вычислитель Сеннор (в некоторых эпизодах озвучил Владимир Балашов)
- Борис Клюев — Социолог Вой
- Микк Микивер — Наставник (ректор школы Вечности) Ярроу
- Владимир Фёдоров — карлик

## Съёмочная группа
- Режиссёр-постановщик: Андрей Ермаш
- Сценарий: Андрей Ермаш, Будимир Метальников
- Оператор: Наум Ардашников, В. Горшков
- Композитор: Эдуард Артемьев
- Художник-постановщик: Борис Бланк, Владимир Мурзин
- Главный консультант: С. П. Капица

## Факты о фильме
- Натурные съёмки одной из сцен фильма (место, куда Харлан прибывает в XX веке) проходили в тех же местах, что и съёмки фильма Андрея Тарковского «Сталкер» — в Эстонии, в 25 километрах от Таллина, на реке Ягала в районе разрушенной электростанции. Здесь Андрей Ермаш, так же, как и в случае с фильмом «Лунная радуга», намеренно перенимал кинематографические приёмы выдающегося режиссёра Андрея Тарковского[2][1].